# Illa de la Caleta
|  | No s'ha de confondre amb la Caleta, a Eivissa, ni amb la Caleta, a Menorca. |

L'Illa de la Caleta (popularment de sa Caleta) és un illot del litoral mallorquí situat davant Cala Comtessa, al municipi de Calvià, i que forma part del conjunt d'illots que pren el nom d'Illetes. Hi abunden els vogamarins. Té una extensió de 5.625 m2, un perímetre de 400 m i una cota màxima de 3 m.